# Martin Suter

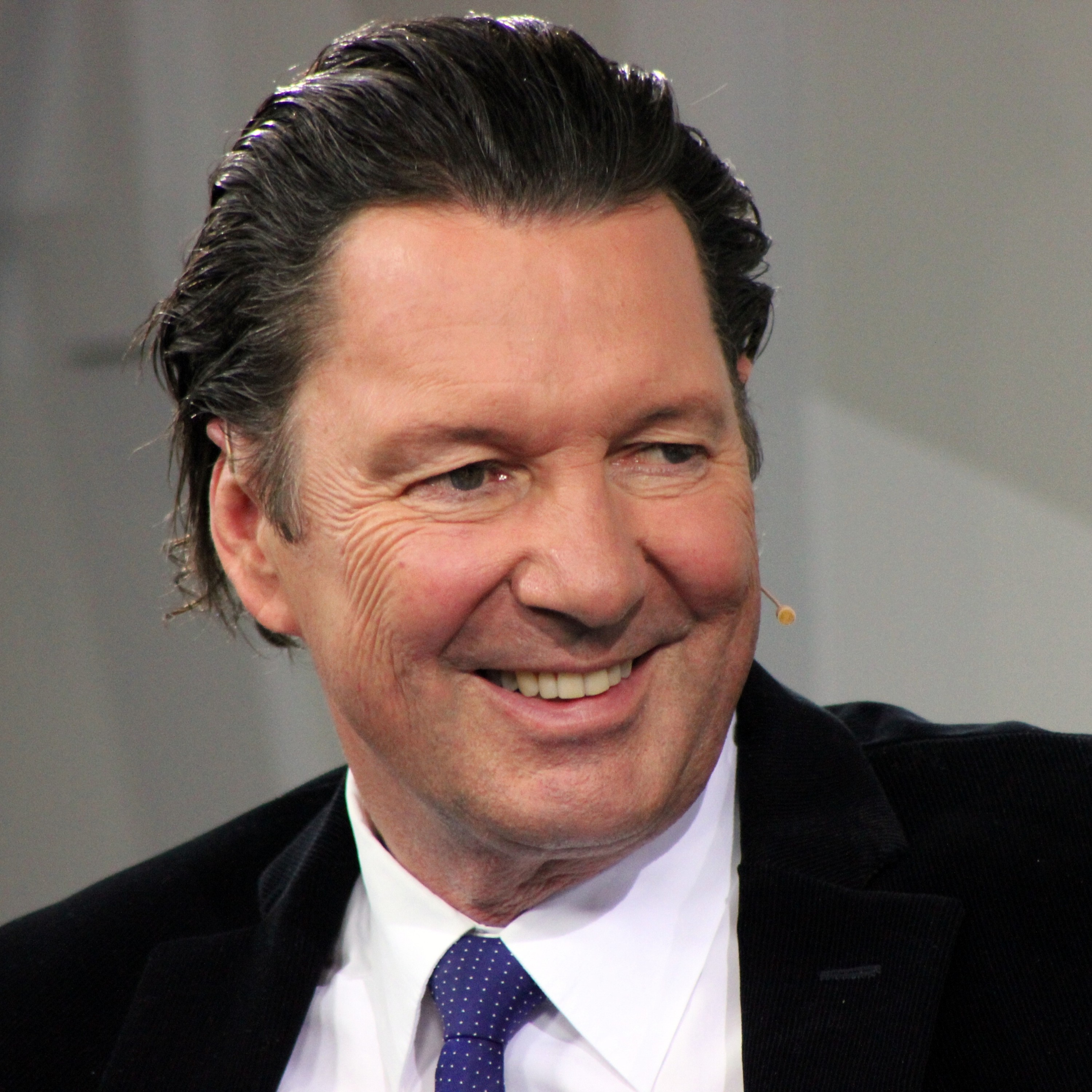
Martin Suter auf der Frankfurter Buchmesse 2012

Martin Robert Suter (* 29. Februar 1948 in Zürich; heimatberechtigt ebenda) ist ein Schweizer Schriftsteller und Kolumnist.

## Leben
Martin Suter wurde als Sohn des Chemieingenieurs Robert Hans Suter und dessen Frau Margrit Marie, geb. Fäh, einer kaufmännischen Angestellten, in Zürich geboren. Sein Vater arbeitete als leitender Angestellter in der Foto- und Filmchemie. Suter wuchs mit zwei Geschwistern die ersten fünf Jahre seines Lebens in Zürich-Oerlikon, später in Villars-sur-Glâne (Kanton Freiburg) auf. Er besuchte das Collège Saint Michel in Freiburg im Üechtland und schloss seine Ausbildung mit einem General Certificate of Education der University of London ab. 1968 begann er eine Ausbildung zum Werbetexter in der renommierten Basler Werbeagentur GGK. Nach seiner Ausbildung wurde er im Alter von 26 Jahren Creative Director der GGK. Zusammen mit Robert Stalder gründete er die Werbeagentur Stalder & Suter und war Präsident des Art Directors Club der Schweiz. Parallel dazu hat er immer auch geschrieben, unter anderem Reportagen für die Zeitschrift Geo sowie zahlreiche Drehbücher für Film und Fernsehen.
Seit 1991 arbeitet Suter als Autor. Von 1992 bis Anfang 2004 war er für die wöchentliche Kolumne «Business Class» in der Weltwoche verantwortlich, bis April 2007 erschien sie im Magazin des Tages-Anzeigers. 1995 erhielt Suter dafür den Preis der österreichischen Industrie beim Joseph-Roth-Wettbewerb in Klagenfurt. Ausgewählte Business-Class-Kolumnen sind in Buchform erhältlich. Für das Monatsmagazin NZZ Folio verfasste er Kolumnen unter dem Titel «Richtig leben mit Geri Weibel».
Der Durchbruch als Schriftsteller gelang ihm 1997 mit seinem ersten Roman Small World, der neurologisch von Peter Brugger beraten wurde und – wie alle Werke seither – im Zürcher Diogenes Verlag erschien. Small World, Die dunkle Seite des Mondes und Ein perfekter Freund verbinden eine Krimihandlung, die eine eher untergeordnete Rolle spielt, mit gesellschafts- und medizinkritischen Ansätzen. Suter selbst bezeichnet diese ersten drei Romane als «neurologische Trilogie», weil der Protagonist jeweils mit Identitätskrisen zu kämpfen habe. Für Small World wurde Suter 1997 mit der Ehrengabe des Kantons Zürich und 1998 mit dem französischen Literaturpreis Prix du premier roman étranger ausgezeichnet. Small World wurde 2010 vom französischen Regisseur Bruno Chiche mit Gérard Depardieu und Alexandra Maria Lara in den Hauptrollen verfilmt. Ein perfekter Freund wurde in Frankreich unter dem Titel Un ami parfait von Francis Girod verfilmt.
Mit dem Schweizer Musiker Stephan Eicher arbeitete Suter für dessen im April 2007 erschienenes Album Eldorado zusammen, für das er einige Texte schrieb. Einige der neuen Songs (Charlie) hatte Eicher bereits 2006 während eines exklusiven Konzerts beim Blue Balls Festival in Luzern vorgestellt; die von Suter getextete Single I weiss nid was es isch wurde 2007 zusammen mit dem Album veröffentlicht.
Für das Theater Neumarkt Zürich verfasste Suter auch zwei Komödien: Über den Dingen (2004) und Mumien (2006), mit denen er auch als Theaterautor Erfolge hatte.
Den Deutschen Krimipreis (National 2) erhielt Suter 2003 für Ein perfekter Freund. 2007 wurde er für seinen Roman Der Teufel von Mailand mit dem Friedrich-Glauser-Preis ausgezeichnet. 2010 erhielt er den Swift-Preis für Wirtschaftssatire der Stiftung Marktwirtschaft für seine satirische Kolumne Business Class über die Schwächen der Managerkaste. Suter wurde im Januar 2011 vom Schweizer Fernsehen als regelmässiger Bestsellerautor und erfolgreichster Schriftsteller der Schweiz mit dem SwissAward 2010 in der Kategorie Kultur ausgezeichnet. Allmen und Herr Weynfeldt ist auf der Longlist des renommierten Schweizer Krimipreises 2025 gelistet.
Seit 2011 lässt er in einer Krimi-Reihe den etwas unseriösen Johann Friedrich von Allmen in der elitären Gesellschaftsschicht ermitteln. Verschiedene Romane aus dieser Reihe wurden auch mit Heino Ferch in der Rolle des Ermittlers Allmen verfilmt.
Im Jahr 2023 erschien sein Roman Melody, in welchem er einen todkranken, einflussreichen Politiker und Millionär auf sein Leben zurückblicken lässt. Dabei nimmt die Beziehung zu einer viel jüngeren, marokkanischen Buchhändlerin, welche kurz vor der geplanten Hochzeit spurlos verschwunden ist, eine besondere Rolle ein. Je mehr man durch die Handlung des Romans den Protagonisten kennenlernt, umso mehr zweifelt man dabei an der Wahrhaftigkeit von dessen Erinnerungen. In den Feuilletons der deutschsprachigen Zeitungen wurde das Spiel mit Fiktion und Wahrheit fast durchgehend positiv bewertet, nur vereinzelt wurde dem Roman Oberflächlichkeit und Langatmigkeit vorgeworfen. Melody konnte sich nach seinem Erscheinen im April 2023 insgesamt 39 Wochen unter den Top-20 auf der Spiegel-Bestsellerliste platzieren, wurde 4 Wochen auf Platz 1 geführt und ist damit einer der erfolgreichsten deutschsprachigen Romane aus dem Literaturjahr 2023.
Suter lebte mit seiner zweiten Frau, der Mode-Designerin Margrith Nay Suter, und seiner Tochter abwechselnd auf Ibiza und in Panajachel am Lago de Atitlán in Guatemala. 2009 kam sein Adoptivsohn bei einem Unfall ums Leben. Heute lebt Suter in Zürich. Daneben besitzt er ein Riad in Marrakesch, wo er sich regelmässig aufhält: «Ich bin kein Vielleser mehr, weil ich ein Vielschreiber bin. Ich lebe in der Welt der Geschichte, die ich schreibe, und in der Welt, die ich mit meiner Familie teile. Ich kann dann oft nicht noch in einer dritten Welt der Buchlektüre leben.» Suters zweite Frau verstarb im Mai 2023 im Alter von 72 Jahren.

## Werke

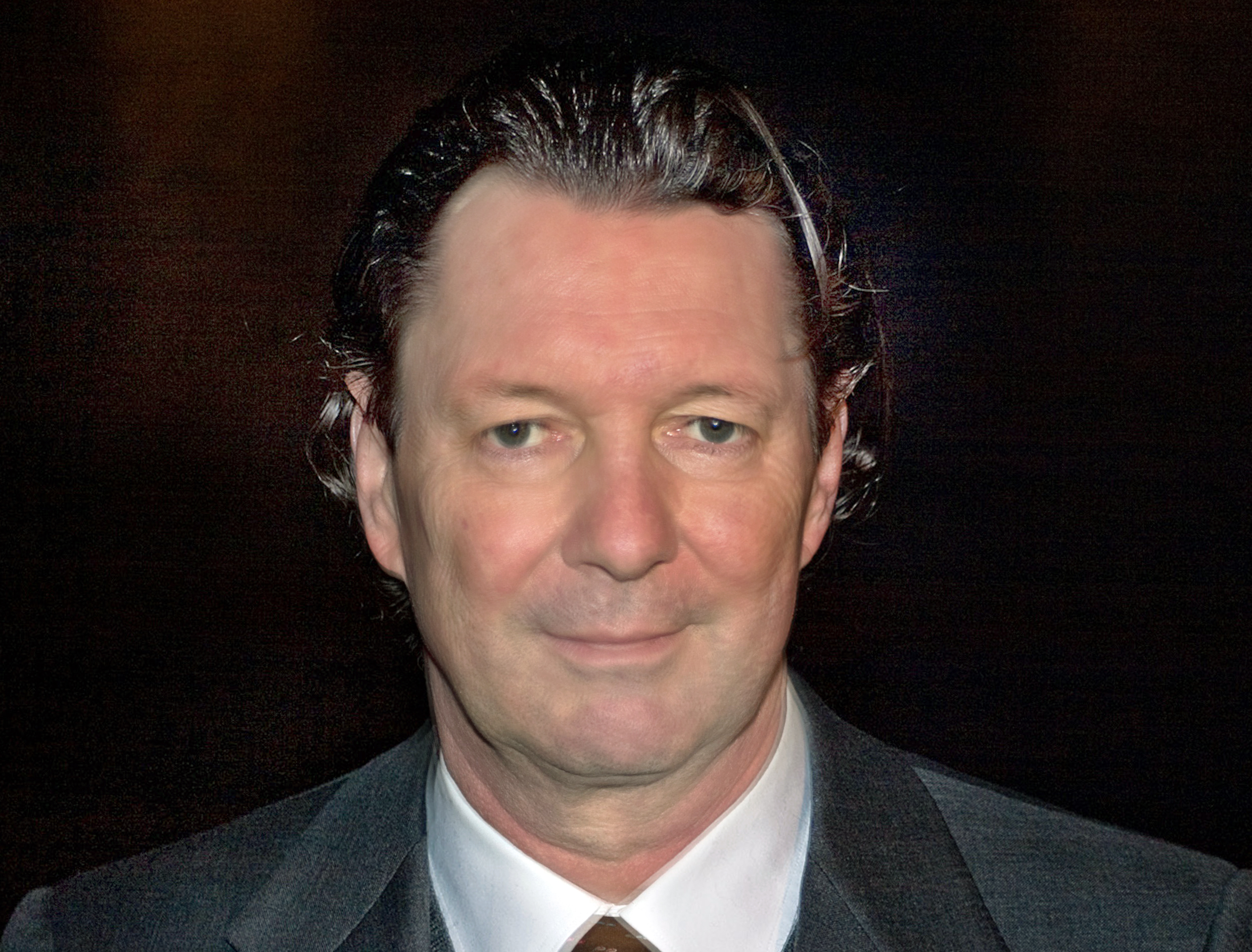
Martin Suter, 2010

### Romane
- Small World. Roman. Diogenes, Zürich 1997, ISBN 3-257-06146-3.
- Die dunkle Seite des Mondes. Roman. Diogenes, Zürich 2000, ISBN 3-257-06231-1.
- Ein perfekter Freund. Roman. Diogenes, Zürich 2002, ISBN 3-257-06306-7.
- Lila, Lila. Roman. Diogenes, Zürich 2004, ISBN 3-257-06386-5.
- Der Teufel von Mailand. Roman. Diogenes, Zürich 2006, ISBN 3-257-06534-5.
- Der letzte Weynfeldt. Roman. Diogenes, Zürich 2008, ISBN 978-3-257-06630-2.
- Der Koch. Roman. Diogenes, Zürich 2010, ISBN 978-3-257-06739-2. (Platz 1 der Spiegel-Bestsellerliste vom 8. Februar bis zum 7. März 2010)
- Die Zeit, die Zeit. Roman. Diogenes, Zürich 2012, ISBN 978-3-257-06830-6.
- Montecristo. Roman. Diogenes, Zürich 2015, ISBN 978-3-257-06920-4[15]. (Platz 1 der Spiegel-Bestsellerliste vom 7. bis zum 20. März 2015)
- Elefant. Roman. Diogenes, Zürich 2017, ISBN 978-3-257-06970-9.[16] (Platz 1 der Spiegel-Bestsellerliste vom 4. Februar bis zum 17. März 2017)
- Einer von euch. Bastian Schweinsteiger. Roman. Diogenes, Zürich 2022, ISBN 978-3-257-61207-3.
- Melody. Roman. Diogenes, Zürich 2023, ISBN 978-3-257-07234-1.[17]
- Wut und Liebe. Roman. Diogenes, Zürich 2025, ISBN 978-3-257-07333-1

#### «Allmen-Krimiserie»
- Allmen und die Libellen. Roman. Diogenes, Zürich 2011, ISBN 978-3-257-06777-4.
- Allmen und der rosa Diamant. Roman. Diogenes, Zürich 2011, ISBN 978-3-257-06799-6.
- Allmen und die Dahlien. Roman. Diogenes, Zürich 2013, ISBN 978-3-257-06860-3.
- Allmen und die verschwundene María. Roman. Diogenes, Zürich 2014, ISBN 978-3-257-06887-0.
- Allmen und die Erotik. Roman. Diogenes, Zürich 2018, ISBN 978-3-257-07033-0.
- Allmen und der Koi. Roman. Diogenes, Zürich 2019, ISBN 978-3-257-07075-0.
- Allmen und Herr Weynfeldt. Roman. Diogenes, Zürich 2024, ISBN 978-3-257-07279-2.

### Buchausgaben der Kolumnen

#### «Business Class»
1. Business Class. Manager in der Westentasche. Kolumnen. Weltwoche-ABC, Zürich 1994, ISBN 3-85504-153-9.
2. Business Class. Mehr Manager in der Westentasche. Kolumnen. Weltwoche-ABC, Zürich 1995, ISBN 3-85504-159-8.
3. Business Class. Noch mehr Manager in der Westentasche. Kolumnen. Weltwoche-ABC, Zürich 1998, ISBN 3-85504-170-9.
4. Business Class. Geschichten aus der Welt des Managements. Diogenes, Zürich 2000, ISBN 3-257-06257-5.
5. Business Class. Neue Geschichten aus der Welt des Managements. Diogenes, Zürich 2002, ISBN 3-257-06329-6.
6. Huber spannt aus und andere Geschichten aus der Business Class. Diogenes, Zürich 2005, ISBN 3-257-06468-3.
7. Unter Freunden und andere Geschichten aus der Business Class. Diogenes, Zürich 2007, ISBN 978-3-257-06568-8.
8. Das Bonus-Geheimnis und andere Geschichten aus der Business Class. Diogenes, Zürich 2009, ISBN 978-3-257-06712-5.
9. Abschalten. Die Business Class macht Ferien. Diogenes, Zürich 2012, ISBN 978-3-257-30009-3.
10. Alles im Griff: Eine Business Soap. Diogenes, Zürich 2014, ISBN 978-3-257-30028-4.
11. Cheers – Feiern mit der Business Class. Diogenes, Zürich 2016, ISBN 978-3-257-30021-5.

#### «Richtig leben mit Geri Weibel»
- Richtig leben mit Geri Weibel. Diogenes, Zürich 2001, ISBN 3-257-23273-X.
- Richtig leben mit Geri Weibel. Neue Folge. Diogenes, Zürich 2002, ISBN 3-257-23302-7.
  - Zusammen als: Richtig leben mit Geri Weibel. Sämtliche Folgen. Diogenes, Zürich 2005, ISBN 3-257-23460-0.

### Weitere
- mit Benjamin von Stuckrad-Barre: Alle sind so ernst geworden. Diogenes, Zürich 2020, ISBN 978-3-257-07154-2.
- mit Benjamin von Stuckrad-Barre: Kein Grund, gleich so rumzuschreien. Diogenes, Zürich 2024, ISBN 978-3-257-07321-8.

### Theaterstücke
- 1982: Familie Chäller (Dialektkomödie).
- 1985: Sommersong (Dialektkomödie).
- 2005: Über den Dingen (Komödie). Uraufführung: 8. März 2005 im Theater Neumarkt Zürich.
- 2006: Mumien (Komödie). UA: 29. November 2006 im Theater am Neumarkt Zürich.
- 2010: Geri[18] (Singspiel). Uraufführung: 11. Dezember 2010 im Schauspielhaus Zürich (Pfauenbühne). Mit Stephan Eicher.

### Drehbücher
- 1986: Jenatsch
- 1993: Zwischensaison
- 1994: Tatort: Herrenboxer
- 1994/95: Die Direktorin (Fernsehserie, aus Qualitätskritik teils unter Pseudonym Rüdiger Schultze-Schmitz[19])
- 1999: Beresina oder Die letzten Tage der Schweiz
- 2009: Giulias Verschwinden. Regie: Christoph Schaub. UA: 8. August 2009 auf dem Locarno Film Festival
- 2011: Nachtlärm. Regie: Christoph Schaub.

### Hörbücher
- Der Teufel von Mailand (ungekürzt). 6 Audio-CDs, gelesen von Julia Fischer. Diogenes, Zürich 2006, ISBN 3-257-80038-X.
- Ein perfekter Freund. Brigitte Hörbuchedition – Starke Stimmen. Die Männer (gekürzt). 4 Audio-CDs, gelesen von Sebastian Koch. Random House Audio Editionen 2006, ISBN 978-3-86604-749-5.
- Small World (gekürzt). 5 Audio-CDs, gelesen von Dietmar Mues. Diogenes, Zürich 2008, ISBN 978-3-257-80220-7.
- Der letzte Weynfeldt (ungekürzt). 7 Audio-CDs, gelesen von Gert Heidenreich. Diogenes, Zürich 2008, ISBN 978-3-257-80200-9.
- Lila, Lila (gekürzt). 5 Audio-CDs, gelesen von Daniel Brühl. Diogenes, Zürich 2009, ISBN 978-3-257-80285-6.
- Der Koch (ungekürzt). 6 Audio-CDs, gelesen von Heikko Deutschmann. Diogenes, Zürich 2010, ISBN 978-3-257-80289-4.
- Allmen und die Libellen (ungekürzt). 4 Audio-CDs, gelesen von Gert Heidenreich. Diogenes, Zürich 2011, ISBN 978-3-257-80305-1.
- Allmen und der rosa Diamant (ungekürzt). 4 Audio-CDs, gelesen von Gert Heidenreich. Diogenes, Zürich 2011, ISBN 978-3-257-80313-6.
- Die Zeit, die Zeit (ungekürzt). 7 Audio-CDs, gelesen von Gert Heidenreich. Diogenes, Zürich 2012, ISBN 978-3-257-80330-3.
- Allmen und die Dahlien (ungekürzt). 4 Audio-CDs, gelesen von Gert Heidenreich. Diogenes, Zürich 2013, ISBN 978-3-257-06860-3.
- Die dunkle Seite des Mondes (ungekürzt). 7 Audio-CDs, gelesen von Gert Heidenreich. Diogenes, Zürich 2013, ISBN 978-3-257-80316-7.
- Alles im Griff: Eine Business Soap (ungekürzt). 2 Audio-CDs, gelesen von Stefan Kurt. Diogenes, Zürich 2014, ISBN 978-3-257-80354-9.
- Montecristo (ungekürzt). 6 Audio-CDs, gelesen von Wanja Mues. Diogenes, Zürich 2015, ISBN 978-3-257-80362-4.
- Elefant (ungekürzt). 6 Audio-CDs, gelesen von Gert Heidenreich. Diogenes, Zürich 2017, ISBN 978-3-257-80381-5.
- Allmen und die Erotik (ungekürzt). 4 Audio-CDs, gelesen von Gert Heidenreich. Diogenes, Zürich 2018, ISBN 978-3-257-80394-5.
- Allmen und der Koi (ungekürzt). Download, gelesen von Gert Heidenreich. Diogenes, Zürich 2019, ISBN 978-3-257-69330-0.

#### Hörbuch-Anthologien
- Früher war mehr Lametta. Hinterhältige Weihnachtsgeschichten. Gelesen von Ingrid Noll, Anna König und Martin Suter. Diogenes, Zürich 2006, ISBN 3-257-80030-4.
- Früher war mehr Strand! Hinterhältige Reisegeschichten. Gelesen von Doris Dörrie, Uta Hallant u. a. Diogenes, Zürich 2007, ISBN 978-3-257-80170-5.
- Früher war noch mehr Lametta. Hinterhältige Weihnachtsgeschichten. Gelesen von Hans Korte, Cordula Trantow u. a. Diogenes, Zürich 2007, ISBN 978-3-257-80167-5.
- Früher war noch mehr Strand! Hinterhältige Reisegeschichten. Gelesen von Doris Dörrie, Jochen Striebeck u. a. Diogenes, Zürich 2008, ISBN 978-3-257-80222-1.
- Nicht schon wieder Stau! Hinterhältige Reisegeschichten. Gelesen von Anna König und Tommi Piper. Diogenes, Zürich 2009, ISBN 978-3-257-80267-2.

### Artikel
- Die Schwarznasen vom Gletscher. In: GEO. Hamburg 1980,9, S. 60–80.  Erlebnisbericht über die Walliser Schwarznasenschafe, die schon ausgestorben wären, wenn man sich nicht um sie kümmerte.    ISSN 0342-8311

## Werkbearbeitungen

### Verfilmungen
- 2006: Ein perfekter Freund unter dem Titel Un ami parfait.[20] Regie: Francis Girod. Hauptdarsteller: Antoine de Caunes, Carole Bouquet, Martina Gedeck.
- 2009: Lila, Lila.[21] Regie: Alain Gsponer. Hauptdarsteller: Daniel Brühl, Hannah Herzsprung, Henry Hübchen.
- 2010: Der letzte Weynfeldt.[22] Regie: Alain Gsponer. Hauptdarsteller: Stefan Kurt und Marie Bäumer. Eine Koproduktion des Schweizer Fernsehens SRF und des ZDF.
- 2010: Small World unter dem Titel Je n’ai rien oublié.[23] Regie: Bruno Chiche. Hauptdarsteller: Gérard Depardieu, Alexandra Maria Lara.
- 2012: Der Teufel von Mailand.[24] Regie: Markus Welter. Hauptdarsteller: Regula Grauwiller, Ina Weisse und Max Simonischek.
- 2014: Der Koch.[25] Regie: Ralf Huettner. Hauptdarsteller: Hamza Jeetooa, Jessica Schwarz und Hanspeter Müller.
- 2015: Die dunkle Seite des Mondes.[26] Regie: Stephan Rick. Hauptdarsteller: Moritz Bleibtreu, Jürgen Prochnow und Nora von Waldstätten.
- 2016: Allmen und das Geheimnis der Libellen.[27] Regie: Thomas Berger. Hauptdarsteller: Heino Ferch, Samuel Finzi, Andrea Osvárt
- 2017: Allmen und das Geheimnis des rosa Diamanten.[28] Regie: Thomas Berger. Hauptdarsteller: Heino Ferch, Samuel Finzi, Tomas Spencer
- 2019: Allmen und das Geheimnis der Dahlien.[29] Regie: Thomas Berger. Hauptdarsteller: Heino Ferch, Samuel Finzi, Holger Handtke
- 2021: Allmen und das Geheimnis der Erotik.[30] Regie: Thomas Berger. Hauptdarsteller: Heino Ferch, Samuel Finzi, Devrim Lingnau
- 2023: Allmen und das Geheimnis des Koi. Regie: Sinje Köhler. Hauptdarsteller: Heino Ferch, Samuel Finzi, Andrea Osvárt, Uwe Kockisch, Falilou Seck, Edita Malovčić

## Dokumentation
- Alles über Martin Suter. Ausser die Wahrheit. Regie: André Schäfer, ARTE, SSR, Schweiz, Deutschland, 52 Minuten, 2022